# وافيني (دائرة انتخابية في المملكة المتحدة)
وافيني (بالإنجليزية: Waveney)‏ هي إحدى الدوائر الانتخابية في المملكة المتحدة الممثلة في مجلس العموم في برلمان المملكة المتحدة.
عضو البرلمان الذي يمثلها حالياً هو :Mr Bob Blizzard (Lab).